# Calligonum comosum
Calligonum comosum är en slideväxtart som beskrevs av L. Calligonum comosum ingår i släktet Calligonum och familjen slideväxter. Inga underarter finns listade i Catalogue of Life.